# Porta Furba/Quadraro (estación)
Porta Furba/Quadraro es una estación de la línea A del Metro de Roma, en el distrito Quadraro. Se encuentra en la intersección de Via Tuscolana con las vía Monte del Grano y Piazza dei Tribuni.
En su entorno se encuentra el Acqua Felice y la Porta Furba, de la cual, recibe su nombre la estación.

## Historia
La estación fue construida como parte del primer tramo (de Ottaviano a Anagnina) de la línea A del metro, entrando en servicio el 16 de febrero de 1980.